# Большевики
«Большевики́» — радикальное крыло (фракция) Российской социал-демократической рабочей партии после её раскола при II съезде РСДРП на фракции сторонников В. И. Ленина и меньшевиков (сокращённо Б-ки; полунасмешливая кличка, бывшая популярной в начале XX века — Беки).
«Большевиками» стали называть после II съезда РСДРП группу, получившую большинство на выборах в ЦК партии. Большевики стремились создать партию профессиональных революционеров, меньшевики же опасались криминализации партии и склонялись к легитимным методам борьбы с самодержавием (реформизму). Оставаясь на почве марксизма, большевизм в то же время вобрал в себя элементы идеологии и практики революционеров второй половины XIX века (С. Г. Нечаева, П. Н. Ткачёва, Н. Г. Чернышевского) и имел немало общего с такими отечественными леворадикальными течениями, как народничество и анархизм. Большевики использовали опыт Великой французской революции, прежде всего периода якобинской диктатуры, их лидер В. И. Ленин противопоставлял большевиков-«якобинцев» меньшевикам-«жирондистам».
Фактический раскол произошёл в 1912 году, когда Ленин отказался от поиска компромиссов с другими течениями в РСДРП и пошёл на разрыв с ними. На Пражской конференции в январе 1912 года (её делегатами были в основном большевики) было продекларировано исключение из партии «ликвидаторов», ориентировавшихся на строительство легальной партии. Большевики фактически превратились в самостоятельную партию. В 1913 году большевики — депутаты Государственной думы вышли из объединённой социал-демократической фракции и образовали самостоятельную думскую фракцию. Окончательно большевики выделились в отдельную партию РСДРП(б) (название партии официально не принималось на съезде или конференции) весной 1917 года. В отличие от большевиков, называвших себя именно так с весны 1917 года вплоть до XIX съезда ВКП(б) (где дополнительная (б) в названиях партии РКП(б) и ВКП(б) — означала фракцию «большевиков»), слово «меньшевики», впервые использованное Лениным в статьях 1905 года, всегда было неформальным — партия именовала себя просто как РСДРП, а с августа 1917 года по апрель 1918 года — РСДРП (объединённой).
Ряд исследователей характеризует большевиков как радикальное «экстремистское» политическое течение.

## Образование фракции
Бессмысленное, уродливое слово, — с горечью замечал Ленин о стихийно сложившимся термине «большевик», — не выражающее абсолютно ничего, кроме того чисто случайного обстоятельства, что на съезде 1903 года мы имели большинство.
Раскол РСДРП на большевиков и меньшевиков произошёл на II съезде РСДРП (июль 1903 года, Брюссель — Лондон). На этом съезде выделились две основные группы делегатов: сторонники Ленина и сторонники Юлия Мартова. Идейные разногласия между сторонниками Ленина и сторонниками Мартова касались четырёх вопросов. Первым был вопрос о включении в программу партии требования диктатуры пролетариата. Сторонники Ленина были за включение этого требования, сторонники Мартова — против (Акимов (В. П. Махновец), Пиккер (А. С. Мартынов) и бундовец Либер ссылались на то, что в программах западноевропейских социал-демократических партий этот пункт отсутствует). Вторым вопросом было включение в программу партии требований по аграрному вопросу. Сторонники Ленина были за включение этих требований в программу, сторонники Мартова — против включения. Часть сторонников Мартова (польские социал-демократы и Бунд), кроме того, хотели исключить из программы требование права наций на самоопределение, поскольку считали, что справедливо разделить Россию на национальные государства невозможно, и во всех государствах будут дискриминировать русских, поляков и евреев. Кроме того, мартовцы выступали против того, чтобы каждый член партии постоянно работал в одной из её организаций. Они желали создать менее жёсткую организацию, члены которой могли бы участвовать в партийной работе по собственному желанию. В вопросах, касавшихся программы партии, победу одержали сторонники Ленина, в вопросе о членстве в организациях — сторонники Мартова.
Ленин хотел создать сплочённую, боевую, чётко организованную, дисциплинированную пролетарскую партию[источник не указан 1126 дней]. Мартовцы стояли за более свободную ассоциацию, которая позволяет увеличить число сторонников партии, что соответствовало резолюции II съезда РСДРП: «социал-демократия должна поддерживать буржуазию, поскольку она является революционной или только оппозиционной в своей борьбе с царизмом». Они выступали против строгого централизма в работе партии и наделения ЦК большими полномочиями.
На выборах в руководящие органы партии (ЦК и редакцию газеты «Искра» (ЦО)) сторонники Ленина получили большинство, а сторонники Мартова — меньшинство. Получить большинство сторонникам Ленина помогло то, что некоторые делегаты покинули съезд. Это были представители Бунда, сделавшие это в знак протеста против того, что Бунд не был признан единственным представителем еврейских рабочих в России. Ещё два делегата ушли со съезда из-за разногласий по поводу признания заграничного союза «экономистов» (течения, считавшего, что рабочие должны ограничиться лишь профсоюзной, экономической борьбой с капиталистами) представителем партии за границей.
Мартов отказался работать в избранной на съезде по предложению Ленина редакции «Искры» (Плеханов, Ленин, Мартов) из-за невключения членов группы «Освобождение труда». После шести номеров газеты покинул редакцию и Ленин, после чего Плеханов восстановил редакцию «Искры» в прежнем, досъездовском составе, но без Ленина (Г. В. Плеханов, Ю. О. Мартов, П. Б. Аксельрод, В. И. Засулич, А. Н. Потресов). Затем меньшевики получили большинство и в ЦК из-за перехода на их сторону Плеханова и большевиков Красина и Носкова.
Ленин отреагировал на это выпуском работы «Шаг вперёд, два шага назад», где подверг критике взгляды меньшевиков на организационное устройство партии и развил учение о партии как передовом, наиболее сознательном отряде рабочего класса, а фракция большевиков в целом — подготовкой 3-го съезда РСДРП (на котором она надеялась свергнуть променьшевистский ЦК). В конце 1904 года большевики создали свой фракционный центр — Бюро комитетов большинства и приступили к изданию своей первой фракционной газеты «Вперёд», противостоявшей газете «Искра», ставшей в 1903 году меньшевистской.

## Во время Первой русской революции
В условиях начала революции 1905—1907 годов прошли в январе 1905 года III съезд РСДРП (на котором присутствовали только большевики из-за ухода девяти меньшевистских делегатов, которые, оказавшись в меньшинстве, объявили съезд фракционным) и Конференция в Женеве (на которой присутствовали только меньшевики).
Основных различий в линиях III съезда и конференции было два. Первым различием был взгляд на то, кто является движущей силой революции в России. Меньшевики считали, что революционный пролетариат должен действовать в коалиции с либеральной буржуазией против самодержавия. По мнению большевиков такой силой являлся пролетариат — единственный класс, которому выгодно полное свержение самодержавия. Буржуазия же заинтересована в сохранении остатков самодержавия для его использования в подавлении рабочего движения. Из этого следовали некоторые различия в тактике. Во-первых, большевики стояли за строгое отделение рабочего движения от буржуазного, так как считали, что их объединение под главенством либеральной буржуазии облегчит ей предательство революции. Главной его целью они считали подготовку вооружённого восстания, которое должно привести к власти временное революционное правительство, созывающее затем Учредительное собрание для установления республики. Более того, они считали руководимое пролетариатом вооружённое восстание единственным способом получить такое правительство. Меньшевики не были с этим согласны. Они считали, что Учредительное собрание можно созвать и мирным путём, например, решением законодательного органа (хотя и не отвергали и его созыв после вооружённого восстания). Вооружённое восстание они считали целесообразным только в случае крайне маловероятной тогда революции в Европе.
Меньшевики были готовы удовлетвориться как наилучшим исходом обычной буржуазной республикой, то большевики выдвинули лозунг «демократической диктатуры пролетариата и крестьянства», особого наиболее высокого типа парламентарной республики, в которой не ликвидированы ещё капиталистические отношения, но буржуазия уже оттеснена от политической власти.
Со времён III съезда и Конференции в Женеве большевики и меньшевики действуют отдельно, хотя относятся к одной партии, и многие организации, вплоть до Октябрьской революции, являются объединёнными, особенно в Сибири, Закавказье. В Революции 1905 года их расхождения проявились ещё неярко. Меньшевики принимали активное участие в руководстве массовым рабочим движением, Советами рабочих депутатов. Хотя меньшевики были против бойкота булыгинской законосовещательной думы, и приветствовали думу законодательную, виттевскую, которую надеялись революционизировать и привести к идее Учредительного собрания, но после провала этого плана они активно участвовали в вооружённой борьбе с властями. Члены меньшевистского Одесского комитета РСДРП К. И. Фельдман, Б. О. Богданов и А. П. Березовский пытались руководить восстанием на броненосце «Потёмкин», во время московского декабрьского восстания 1905 года среди 1,5-2 тысяч повстанцев было около 250 меньшевиков — больше, чем большевиков. Однако неудача этого восстания резко изменила настроения меньшевиков, Плеханов даже заявил, что «не нужно было и браться за оружие», вызвав этим взрыв возмущения у радикальных революционеров. В дальнейшем меньшевики относились к перспективе нового восстания достаточно скептически, и стало заметно, что все основные радикально-революционные действия (в частности, организация нескольких вооружённых восстаний, хотя в них участвовали и меньшевики) осуществляются под руководством и по инициативе большевиков или социал-демократов национальных окраин, русские меньшевики же следуют как бы «в прицепе», неохотно соглашаясь на новые массовые радикальные действия.
Раскол ещё не воспринимался как нечто естественное, и IV («Объединительный») съезд (апрель 1906 года, Стокгольм) его устранил. На съезде встал вопрос об аграрной программе. Большевики выступали за передачу земли в собственность государства, которое предавало бы её крестьянам в безвозмездное пользование (национализация), меньшевики — за передачу земли органам местного самоуправления, которые бы сдавали её крестьянам в аренду (муниципализация). Меньшевики составляли на этом съезде большинство. Практически по всем вопросам съезд принял резолюции, отражавшие их линию (муниципализация земли вместо национализации, участие в Думе вместо диктатуры пролетариата, осудил декабрьское восстание), однако большевики сумели провести решение о замене мартовской формулировки первого параграфа устава партии ленинской.
Нерешительные действия меньшевистского ЦК, избранного на IV съезде, позволил большевикам на V съезде РСДРП взять реванш, получить преобладание в ЦК и провалить предложения меньшевиков о проведении «рабочего съезда», на котором присутствовали бы социал-демократы, эсеры и анархисты, и о нейтральности профсоюзов, то есть о том, что профсоюзы не должны вести политическую борьбу.

### Роль в революционном терроре в годы первой русской революции
7 февраля 1905 тесно связанный с большевиком А. Е. Карелиным Г. А. Гапон обратился с «Открытым письмом к социалистическим партиям России», в котором призывал их объединиться в борьбе с самодержавием. Письмо было отправлено в Международное социалистическое бюро и разослано всем заинтересованным организациям. Чтобы обеспечить представительство революционных партий, Гапон вёл предварительные переговоры с их лидерами. Гапон встречался с представителями меньшевиков, большевиков (Плехановым и Лениным), Бунда, «Союза освобождения» и различных национальных партий и настаивал на применении террора и совместной подготовке вооружённого восстания всеми революционерами, с чем, учитывая настроения рабочих, вынуждены были согласиться и лидеры социал-демократов. В условиях необходимости конкуренции в плане экстремистской революционной деятельности с партией эсеров, «славившихся» деятельностью своей Боевой организации, после некоторых колебаний лидер большевиков Ленин выработал под влиянием Гапона свою позицию в отношении террора. Большевики отказались создать объединённую боевую организацию с другими партиями, как предлагал Гапон, или, как настаивал Гершуни, поставлять боевиков в надпартийную Боевую организацию эсеров, но, как и эсеры, широко практиковавшие террор, ленинцы создали свою боевую организацию (известна под названиями «Боевая техническая группа», «Техническая группа при ЦК», «Военно-техническая группа»). Как отмечает исследователь проблемы революционного терроризма Анна Гейфман, ленинские протесты против терроризма, сформулированные до 1905 года и направленные против эсеров, находятся в резком противоречии с ленинской же практической политикой, выработанным им после начала русской революции «в свете новых задач дня». Ленин призывал к «наиболее радикальным средствам и мерам, как к наиболее целесообразным», для чего, цитирует документы Анна Гейфман, лидер большевиков предлагал создавать «отряды революционной армии… всяких размеров, начиная с двух-трёх человек, [которые] должны вооружаться сами, кто чем может (ружьё, револьвер, бомба, нож, кастет, палка, тряпка с керосином для поджога…)», и делает вывод, что эти отряды большевиков по сути ничем не отличались от террористических «боевых бригад» воинственных эсеров.
Ленин теперь, в изменившихся условиях, уже был готов идти даже дальше эсеров, и, как отмечает Анна Гейфман, шёл даже на явное противоречие с учением Маркса ради террористической деятельности своих сторонников, утверждая, что боевые отряды должны использовать любую возможность для активной работы, не откладывая своих действий до начала всеобщего восстания.
Ленин по существу отдавал приказ о подготовке террористических актов, которые он раньше сам же и осуждал, призывая своих сторонников совершать нападения на городовых и прочих государственных служащих, осенью 1905 года открыто призывал совершать убийства полицейских и жандармов, черносотенцев и казаков, взрывать полицейские участки, обливать солдат кипятком, а полицейских серной кислотой. Последователи лидера большевиков не заставили себя долго ждать, так, в Екатеринбурге террористы под личным руководством Якова Свердлова постоянно убивали сторонников «чёрной сотни», делая это при каждой возможности.
Как свидетельствует одна из ближайших коллег Ленина Елена Стасова, лидер большевиков, сформулировав свою новую тактику, стал настаивать на немедленном приведении её в жизнь и превратился в «ярого сторонника террора».
На счёту террористических актов большевиков было и множество «спонтанных» нападений на государственных чиновников, так, Михаил Фрунзе и Павел Гусев убили урядника Никиту Перлова 21 февраля 1907 года без официальной резолюции. На их счету были и громкие политические убийства. Утверждается даже, что в 1907 году большевиками был убит «некоронованный царь Грузии» знаменитый поэт Илья Чавчавадзе — вероятно, одна из самых знаменитых национальных фигур Грузии начала XX века.
В планах большевиков были и громкие убийства: московского генерал-губернатора Дубасова, полковника Римана в Петербурге, а видный большевик А. М. Игнатьев, близкий лично Ленину, предлагал даже план похищения самого Николая II из Петергофа.
Отряд большевиков-террористов в Москве планировал взрыв поезда, перевозившего из Петербурга в Москву войска для подавления декабрьского революционного мятежа. В планах большевистских террористов был захват нескольких великих князей для последующего торга с властями, бывшими близко уже в тот момент к подавлению декабрьского восстания в Москве.
Некоторые террористические нападения большевиков были направлены не против чиновников и полиции, а против рабочих с отличными от большевистских политическими взглядами. Так, по поручению Петербургского комитета РСДРП было осуществлено вооружённое нападение на чайную «Тверь», где собирались рабочие Невского судостроительного завода, состоявшие членами Союза русского народа. Сначала большевистскими боевиками были брошены две бомбы, а затем выбегающие из чайной расстреливались из револьверов. Большевиками было убито 2 и ранено 15 рабочих.
Как отмечает Анна Гейфман, многие выступления большевиков, которые вначале ещё могли быть расценены как акты «революционной борьбы пролетариата», в реальности часто превращались в обычные уголовные акты индивидуального насилия.
Анализируя террористическую деятельность большевиков в годы первой русской революции, историк и исследователь Анна Гейфман приходит к выводу, что для большевиков террор оказался эффективным и часто используемым на разных уровнях революционной иерархии инструментом.

#### Экспроприации
Кроме лиц, специализирующихся на политических убийствах во имя революции, в социал-демократических организациях существовали люди, выполнявшие задачи вооружённых грабежей и конфискации частной и государственной собственности. Официально лидерами социал-демократических организаций такая позиция никогда не поощрялась, за исключением одной из их фракций — большевиков, — чей лидер Ленин публично объявил грабёж допустимым средством революционной борьбы. По мнению А. Гейфман, большевики были единственной социал-демократической фракцией в России, прибегавшей к экспроприациям (т. н. «эксам») организованно и систематически.
Ленин не ограничивался лозунгами или просто признанием участия большевиков в боевой деятельности. Уже в октябре 1905 года он заявил о необходимости конфисковывать государственные средства и скоро стал прибегать к «эксам» на практике. Вместе с двумя своими тогдашними ближайшими соратниками, Леонидом Красиным и Александром Богдановым (Малиновским), он тайно организовал внутри Центрального комитета РСДРП (в котором преобладали меньшевики) небольшую группу, ставшую известной под названием «Большевистский центр», специально для добывания денег для ленинской фракции. Существование этой группы «скрывалось не только от глаз царской полиции, но и от других членов партии». На практике это означало, что «Большевистский центр» был подпольным органом внутри партии, организующим и контролирующим экспроприации и различные формы вымогательства.
В феврале 1906 года близкими к большевикам латышскими социал-демократами было совершено крупное ограбление филиала Государственного банка в Гельсингфорсе, а в июле 1907 года большевиками была осуществлена известная Тифлисская экспроприация.
Большевики, близкие к Леониду Красину, в 1905—1907 годах играли важную роль в приобретении взрывчатки и оружия за рубежом для всех террористов из социал-демократов.
В период с 1906 по 1910 год Большевистский центр руководил осуществлением большого числа «эксов», набирая исполнителей для этого из некультурной и необразованной, но рвущейся в бой молодёжи. Результатами деятельности Большевистского центра были ограбления почтовых отделений, касс на вокзалах и т. д. Организовывались террористические акты в виде крушения поездов с последующим их ограблением.
Постоянный приток денег Большевистский центр получал с Кавказа от Камо, организовавшего с 1905 года серию «эксов» в Баку, Тифлисе и Кутаиси, и бывшего фактически руководителем боевой «технической» группы большевиков. Формально главой боевой организации был Сталин, лично не принимавший участия в террористических актах, однако полностью контролировавший деятельность организации, в практической плоскости руководимой Камо.
Известность Камо принёс так называемый «тифлисский экс» — экспроприация 12 июне 1907 года, когда на центральной площади столицы Грузии большевиками были брошены бомбы в две почтовые кареты, перевозившие деньги Тифлисского городского банка. В результате боевики похитили 250 000 руб. При этом большевиками были убиты и ранены десятки прохожих.
Кавказская организация Камо не была единственной боевой группой большевиков, несколько боевых отрядов действовало на Урале, где с начала революции 1905 года большевики осуществили более сотни экспроприаций, нападая на почтовые и заводские конторы, общественные и частные фонды, артели и винные лавки. Наиболее крупная акция была предпринята 26 августа 1909 года — налёт на почтовый поезд на станции Миасс. В ходе акции большевиками были убиты 7 охранников и полицейских, украдены мешки с суммой около 60 000 руб. и 24 кг золота. При этом работа защищавшего впоследствии нескольких из участников налёта боевиков адвоката Керенского была оплачена теми самыми украденными деньгами.
Действия боевиков-большевиков не остались незамеченными для руководства РСДРП. Мартов предложил исключить большевиков из партии за совершаемые ими незаконные экспроприации. Плеханов призывал бороться с «большевистским бакунинизмом», многие члены партии считали «Ленина и Ко» обычными жуликами, а Фёдор Дан называл большевистских членов ЦК РСДРП компанией уголовников.
Раздражение меньшевистских лидеров в отношении «Большевистского центра», и без того готовых нанести по нему удар, многократно усилилось после оказавшегося чрезвычайно неприятным для всей РСДРП грандиозного скандала, когда большевики предприняли попытку поменять в Европе деньги, экспроприированные в Тифлисе Камо. Скандал превратил всю РСДРП в глазах европейцев в уголовную организацию.
С другой стороны, когда русские меньшевики пытались провести экспроприации у грузинских марганцепромышленников, в условиях полного распада полиции связанный с большевиками грузинский социал-демократ Сталин и его группа во время революции 1905—1907 года фактически выполняли функции охранного отделения департамента полиции, возвращая деньги ограбленным и высылая меньшевиков в Россию..
Среди радикалов всех направлений РСДРП практиковалось присвоение партийных денег, но особенно среди большевиков, чаще принимавших участие в успешных актах экспроприации. Деньги шли не только в партийные кассы, но и пополняли личные кошельки боевиков.
В 1906—1907 годах экспроприированные большевиками деньги использовались ими для создания и финансирования школы боевых инструкторов в Киеве и школы бомбистов во Львове.

#### Несовершеннолетние террористы
К террористической деятельности радикалы привлекали несовершеннолетних. Это явление усилилось после взрыва насилия 1905 года. Экстремисты использовали детей для выполнения разнообразных боевых задач. Дети помогали боевикам изготавливать и прятать взрывные устройства, а также принимали участие непосредственно и в самих терактах.
Многие боевые дружины, особенно большевики и эсеры, обучали и вербовали несовершеннолетних, объединяя будущих малолетних террористов в специальные молодёжные ячейки.
Привлечение несовершеннолетних (в Российской Империи совершеннолетие наступало в 21 год) было обусловлено ещё и тем, что их было легче убедить совершить политическое убийство (потому что их не могли приговорить к смертной казни).
Террористы передавали опыт своим четырнадцатилетним братьям и другим детям, давали им опасные подпольные задания.
Самой молодой помощницей террористов была 4-летняя девочка Лиза, дочь Ф. И. Драбкиной, известной как «товарищ Наташа». Эта большевичка брала своего ребёнка для прикрытия, когда перевозила гремучую ртуть.

#### Наследство Николая Шмита
Утром 13 февраля 1907 года фабриканта и революционера Николая Шмита нашли мёртвым в одиночной камере Бутырской тюрьмы, где он содержался.
По версии властей, Шмит страдал психическим расстройством и совершил самоубийство, вскрыв себе вены припрятанным осколком стекла. Большевики же утверждали, что Шмита убили в тюрьме уголовники по приказу властей.
По третьей версии, убийство Шмита организовали большевики, чтобы получить его наследство — Шмит в марте 1906 года завещал большевикам большую часть полученного от деда наследства, оцениваемого в 280 тысяч рублей.
Распорядителями наследства стали сестры и брат Николая. К моменту его гибели младшая из сестёр, Елизавета Шмит была любовницей казначея московской организации большевиков Виктора Таратуты. Находившийся в розыске Таратута устроил весной 1907 года фиктивный брак Елизаветы с большевиком Александром Игнатьевым. Это замужество позволило Елизавете вступить в права наследства.
Но у младшего наследника капиталов Шмитов, 18-летнего Алексея, имелись опекуны, которые напомнили большевикам о правах Алексея на треть наследства. После угроз со стороны большевиков в июне 1908 года было заключено соглашение, по которому Алексею Шмиту досталось всего 17 тысяч рублей, а обе его сестры отказались от причитавшихся им долей на общую сумму в 130 тысяч рублей в пользу партии большевиков.
На Екатерине Шмит, старшей из сестёр Николая Шмита, женился большевик Николай Адриканис, но, получив право распоряжаться доставшимся жене наследством, Адриканис отказался делиться им с партией. После угроз он, однако, был вынужден передать партии половину наследства.

## Между двумя революциями

### 1907—1912
После поражения революции подпольные структуры РСДРП несли тяжёлые потери в результате постоянных провалов, а также отхода от революционного движения тысяч подпольщиков. У части меньшевиков возникало желание навсегда порвать с подпольной работой, они предлагали перенести работу в легальные организации — фракцию Государственной думы, профсоюзы, больничные кассы и т. д. Сторонники этого течения получили название «ликвидаторов», то есть людей, готовых ликвидировать старую нелегальную социал-демократическую партию. К ним относились А. Н. Потресов, П. Б. Аксельрод, В. О. Левицкий (брат Мартова), Ф. А. Череванин, П. А. Гарви. Против «ликвидаторов» выступали группы меньшевиков, получившие название «меньшевиков-партийцев», которые требовали любой ценой сохранить нелегальную социал-демократическую партию (их лидером стал Плеханов).
От большевиков откололось левое крыло (так называемые «отзовисты»), требовавшее применения только нелегальных методов работы и отзыва социал-демократической фракции в Государственной Думе (лидером этой группы был А. А. Богданов). К ним примыкали «ультиматисты», требовавшие предъявления фракции ультиматума и роспуска её в случае невыполнения этого ультиматума (их лидером был Г. А. Алексинский). Постепенно эти фракции сплотились в группу «Вперёд». Размежевание большевиков с отзовистами завершилось 17 июня 1909 года на совещании расширенной редакции газеты «Пролетарий».
Наиболее болезненный удар противники большевиков нанесли им в 1910 году, на пленуме ЦК РСДРП. Из-за примиренческой позиции представлявших на пленуме большевиков Зиновьева и Каменева, а также дипломатических усилий Троцкого, получившего за них субсидию на издание своей «нефракционной» газеты «Правда», которая издавалась c 1908 года (не путать с большевистской газетой «Правда», первый номер которой вышел 22 апреля (5 мая) 1912 года), пленум принял крайне невыгодное для большевиков решение. Он постановил, что большевики должны распустить Большевистский центр, что все фракционные периодические издания должны быть закрыты, что большевики должны выплатить якобы украденную ими у партии сумму в несколько сотен тысяч рублей. Большевики и меньшевики-партийцы решения пленума, в основном, выполнили. Что же касается ликвидаторов, то их органы, под разными предлогами, продолжали выходить.
Весной 1911 была организована в Лонжюмо, пригороде Парижа, большевистская партийная школа.
Ленин понял, что полноценная борьба с ликвидаторами в рамках одной партии невозможна, и решил перевести борьбу с ними в форму открытой борьбы между партиями. Он организует ряд чисто большевистских совещаний, принявших решение об организации общепартийной конференции. 27 мая 1911 года сторонник Ленина Николай Семашко, состоявший членом и казначеем Заграничного бюро ЦК РСДРП, «разрушил» данный орган — он вышел из его состава, забрав с собой как кассу и кассовые книги, так и документы, связанные в частности нелегальной транспортировкой партийных изданий на территорию Российской империи. С 10 по 17 июня Ленин, вместе с Григорием Зиновьевым и Львом Каменевым, провёл в Париже «совещание членов ЦК», которое фактически завершило раскол общепартийных центров. На данном совещании голосами трёх большевиков (Ленина, Г. Е. Зиновьева и А. И. Рыкова) и двух поляков (Я. Тышки и Ф. Дзержинского) была создана Организационная комиссия, целью которой являлась подготовка партийной (фактически, «чисто большевистской») конференции.
Такая конференция была проведена в январе в 1912 в Праге. Все делегаты на ней, кроме двух меньшевиков-партийцев, были большевиками. Противники большевиков впоследствии утверждали, что это — следствие специального отбора делегатов большевистскими агентами и охранным отделением департамента полиции, которое считало, что лучше сможет контролировать организованных большевиков с внедрёнными в их руководство агентами охранного отделения, чем разношёрстных и плохо дисциплинированных меньшевиков. Конференция исключила из партии меньшевиков-ликвидаторов и подчеркнула, что заграничные группы, не подчиняющиеся ЦК, не могут пользоваться именем РСДРП. Конференция также отказалась от поддержки газеты Л. Д. Троцкого «Правда», издававшейся в Вене.
Меньшевики организовали в противовес пражской конференцию в Вене в августе того же года. Венская конференция осудила пражскую и создала довольно лоскутное образование, именуемое в советских источниках Августовским блоком. Но они считали себя просто прежней РСДРП. Букву (м) в названии они не добавляли.

### 1912—1917
После образования РСДРП(б) как отдельной партии большевики продолжают как легальную, так и нелегальную работу, и делают это довольно успешно. Им удаётся создать в России сеть нелегальных организаций, которая, несмотря на огромное количество засылаемых правительством провокаторов (даже в ЦК РСДРП(б) был избран провокатор Роман Малиновский), вела агитационную и пропагандистскую работу и внедряла агентов большевиков в легальные рабочие организации.
На выборах в IV Государственную думу большевики получили 6 из 9 мест от рабочей курии. В 1913 большевики — депутаты Государственной думы вышли из объединённой социал-демократической фракции и образовали самостоятельную думскую фракцию во главе с Романом Малиновским. После того как Малиновский, опасаясь разоблачения, в мае 1914 сложил полномочия депутата, фракцию возглавил Григорий Петровский.
26 июля 1914 года шесть меньшевистских и пять большевистских депутатов Государственной думы осудили начавшуюся Первую мировую войну как империалистическую, захватническую с обеих сторон. Однако вскоре среди меньшевиков появилось «оборонческое» течение (Плеханов, Потресов и другие), сторонники которого признавали войну со стороны России оборонительной, а проигрыш Россией войны полагали не только национальной трагедией, но и ударом по всему русскому рабочему движению. Плеханов призывал голосовать в Думе за военные кредиты. Но большее число меньшевиков призывало к скорейшему заключению всеобщего демократического мира без аннексий и контрибуций, как пролога к европейской революции и выдвигая лозунг «Ни побед, ни поражений», став таким образом на путь «скрытого пораженчества». Такую позицию называли «интернационалистической», а её приверженцев — «интернационалистами». При этом меньшевики-интернационалисты, в отличие от большевиков-ленинцев, не призывали «превратить мировую войну в войну гражданскую».
С началом мировой войны репрессии правительства в отношении проводивших пораженческую политику большевиков усилились: в июле 1914 года была закрыта «Правда», в ноябре того же года были сосланы в Сибирь члены фракции большевиков в Государственной думе. Закрывались и нелегальные организации.
Запрет легальной деятельности РСДРП(б) в годы Первой мировой войны был вызван её пораженческой позицией, то есть открытой агитацией за поражение российского правительства в Первой мировой войне, пропагандой приоритета классовой борьбы перед межнациональной (лозунг «превращения войны империалистической в войну гражданскую»).
В результате до весны 1917 г. влияние РСДРП(б) в России было незначительным. В России они вели революционную пропаганду среди солдат и рабочих, выпустили более 2-х миллионов экземпляров антивоенных листовок. За границей большевики приняли участие в Циммервальдской и Кинтальской конференциях, которые в принятых резолюциях призвали к борьбе за мир «без аннексий и контрибуций», признали войну империалистической со стороны всех воюющих стран, осудили социалистов, голосовавших за военные бюджеты и участвовавших в правительствах воюющих стран. На этих конференциях большевики возглавили группу наиболее последовательных интернационалистов — Циммервальдскую левую.

### Легальная издательская деятельность большевиков
С декабря 1910 по апрель 1912 большевики издавали в Петербурге газету «Звезда», выходившую сначала еженедельно, затем 3 раза в неделю. 22 апреля (5 мая) 1912 года начато издание ежедневной рабочей газеты «Правда».
С декабря 1910 по апрель 1911 в Москве издавался ежемесячный философский и общественно-экономический журнал «Мысль», вышло 5 номеров. Последний, пятый номер был конфискован, и журнал закрыт.
По инициативе Ленина вместо закрытого журнала «Мысль» в Петербурге с декабря 1911 по июнь 1914 издавался ежемесячный общественно-политический и литературный журнал «Просвещение», вышло 27 номеров. Тираж отдельных номеров до 5 тыс. экз. Руководство осуществляла заграничная редколлегия во главе с Лениным. Практическую работу по изданию вела редколлегия в России. С 1913 беллетристическим отделом руководил М. Горький. Журнал был закрыт правительством.
С 26 октября 1913 по 12 июля 1914 и с 20 февраля 1915 по март 1918 в Петербурге выходил еженедельный журнал «Вопросы страхования», созданный на базе отдела страхования газеты «Правда». Вышло 80 номеров. В годы 1-й мировой войны единственное легальное большевистское издание в Петрограде. Журнал выходил под руководством ЦК и вёл борьбу за развитие страхового движения, больничных касс. Освещались вопросы страхования за границей. Тираж 3—5 тыс. экз.
23 февраля (8 марта) 1914 года для «защиты интересов женского рабочего движения» и пропаганды взглядов большевиков среди женщин-работниц начат выпуск журнала «Работница». Вышло 7 номеров до запрета властями 26 июня (9 июля) 1914.

### Классовый состав большевиков к моменту революции
С началом Первой мировой войны в России резко возрос процент женщин, занятых в производстве, и в том числе в промышленности. Даже в таких неженских отраслях, как машиностроение и металлообработка, доля женщин в общем числе занятых выросла с 3 % накануне войны до 18 % к 1917 году. Вместе с тем, в составе партии большевиков доля женщин, которые по своему социальному положению принадлежали рабочему классу, практически не изменилась: с 43 % до революции их удельный вес к 1917 году вырос до 45,7 %. Это было ненамного больше, чем доля коммунисток, принадлежавших к среднему классу и даже аристократии: их совокупная доля, составлявшая до революции 40 %, возросла к 1917 году до 52,5 %, при одновременном снижении с 12 % до нуля тех, чья классовая принадлежность до революции была показана как «прочие».
Джейн МакДермид и Анна Хилльяр приводят следующие данные:
|                    | До 1917 | 1917   |
| ------------------ | ------- | ------ |
| Аристократия       | 20 %    | 12,2 % |
| Интеллигенция      | 16 %    | 25,1 % |
| «Белые воротнички» | 4 %     | 15,3 % |
| Рабочий класс      | 43 %    | 45,6 % |
| Крестьянки         | 5 %     | 1,8 %  |
| Прочие             | 12 %    | —      |

## Февраль — октябрь 1917

### До приезда Ленина
В феврале 1917 года партия насчитывала около 25 тыс. человек (по уточнённым данным — примерно 10 тыс.). За период до октября того же года её численность выросла примерно до 300 тыс. .
Февральская революция стала для большевиков такой же неожиданностью, как и для других российских революционных партий. Местные партийные организации были или очень слабы, или вообще не сформированы, а большинство большевистских лидеров находились в эмиграции, тюрьме или ссылке. Так, В. И. Ленин и Г. Е. Зиновьев были в Цюрихе, Н. И. Бухарин и Л. Д. Троцкий — в Нью-Йорке, а И. В. Сталин, Я. М. Свердлов и Л. Б. Каменев — в сибирской ссылке. В Петрограде руководство небольшой по численности партийной организацией осуществляло Русское бюро ЦК РСДРП(б), в состав которого входили А. Г. Шляпников, В. М. Молотов и П. А. Залуцкий. Петербургский комитет большевиков был почти полностью разгромлен 26 февраля, когда пять его членов были арестованы полицией, так что руководство был вынужден взять на себя Выборгский районный комитет партии.
Днём 27 февраля (12 марта) 1917, когда был сформирован Временный исполком Совета рабочих депутатов, большевиков в его составе не было. Сконцентрировав главные свои силы на улицах, Русское бюро ЦК и другие большевистские организации недооценили иные формы воздействия на развивавшееся движение и, в частности, упустили Таврический дворец, где сосредоточились деятели мелкобуржуазных партий, которые и взяли в свои руки организацию Совета. В первоначальный состав постоянного Исполкома Петросовета из 15 чел. вошло лишь 2 большевика — А. Г. Шляпников и П. А. Залуцкий. 9 (22) марта 1917 организационно оформилась большевистская фракция Петросовета (около 40 чел., к концу марта — 65 чел., к началу июля — ок. 400).

Прямых связей между находившимся в Цюрихе Лениным и партийными организациями в России практически не существовало, поэтому об эффективной координации партийной политики не могло быть и речи. Если по вопросу о войне руководство столичных большевиков в целом соглашалось с Лениным (в резолюции Русского бюро ЦК РСДРП(б) от 7 (20) марта 1917 говорилось, что «основной задачей революционной социал-демократии по-прежнему является борьба за превращение настоящей антинародной империалистической войны в гражданскую войну народов против своих угнетателей — господствующих классов», с чем был согласен и Петербургский комитет), то по вопросу о правительстве среди петроградских большевиков такого единства не было. В самых общих чертах позиция Русского бюро ЦК почти смыкалась с категоричным отрицанием Временного правительства Лениным, тогда как подход большинства членов Петербургского комитета почти ничем не отличался от позиции эсеровско-меньшевистского большинства в руководстве Петросовета. В то же время Выборгский районный комитет большевиков занимал позицию ещё более левую, чем Ленин и Русское бюро ЦК — по собственной инициативе он начал призывать рабочих к немедленному захвату власти.
Сразу после революции петроградская большевистская организация сосредоточила свои усилия на практических вопросах — легализации своей деятельности и организации партийной газеты (2 (15) марта 1917 на заседании Русского бюро ЦК это было поручено В. М. Молотову). Вскоре после этого городской комитет партии большевиков занял Особняк Кшесинской; было создано несколько районных партийных организаций. (5 (18) марта 1917 вышел первый номер газеты «Правда» — совместного органа Русского бюро ЦК и Петербургского комитета. (10 (23) марта 1917 Петербургским комитетом была создана Военная комиссия, ставшая ядром постоянно действующей Военной организации РСДРП(б). В начале марта 1917 в Петроград прибыли И. В. Сталин, Л. Б. Каменев и М. К. Муранов, находившиеся в ссылке в Туруханском крае. По праву старейших членов партии они взяли на себя до прибытия Ленина руководство партией и газетой «Правда». С 14 (27) марта 1917 газета «Правда» начала выходить под их руководством, сразу же сделав резкий крен вправо и встав на позиции «революционного оборончества».
В начале апреля, перед самым приездом Ленина в Россию из эмиграции, в Петрограде прошло заседание представителей различных течений социал-демократии по вопросу об объединении. На нём присутствовали члены центральных органов большевиков, меньшевиков и национальных социал-демократических партий, редакций газет «Правда», «Рабочая газета», «Единство», думской фракции социал-демократов всех созывов, исполкома Петросовета, представители Всероссийского Совета рабочих и солдатских депутатов и другие. Подавляющим большинством при трёх воздержавшихся представителях ЦК партии большевиков было признано «насущной необходимостью» созвать объединительный съезд социал-демократических партий, в котором должны принять участие все социал-демократические организации России.

### Возвращение Ленина

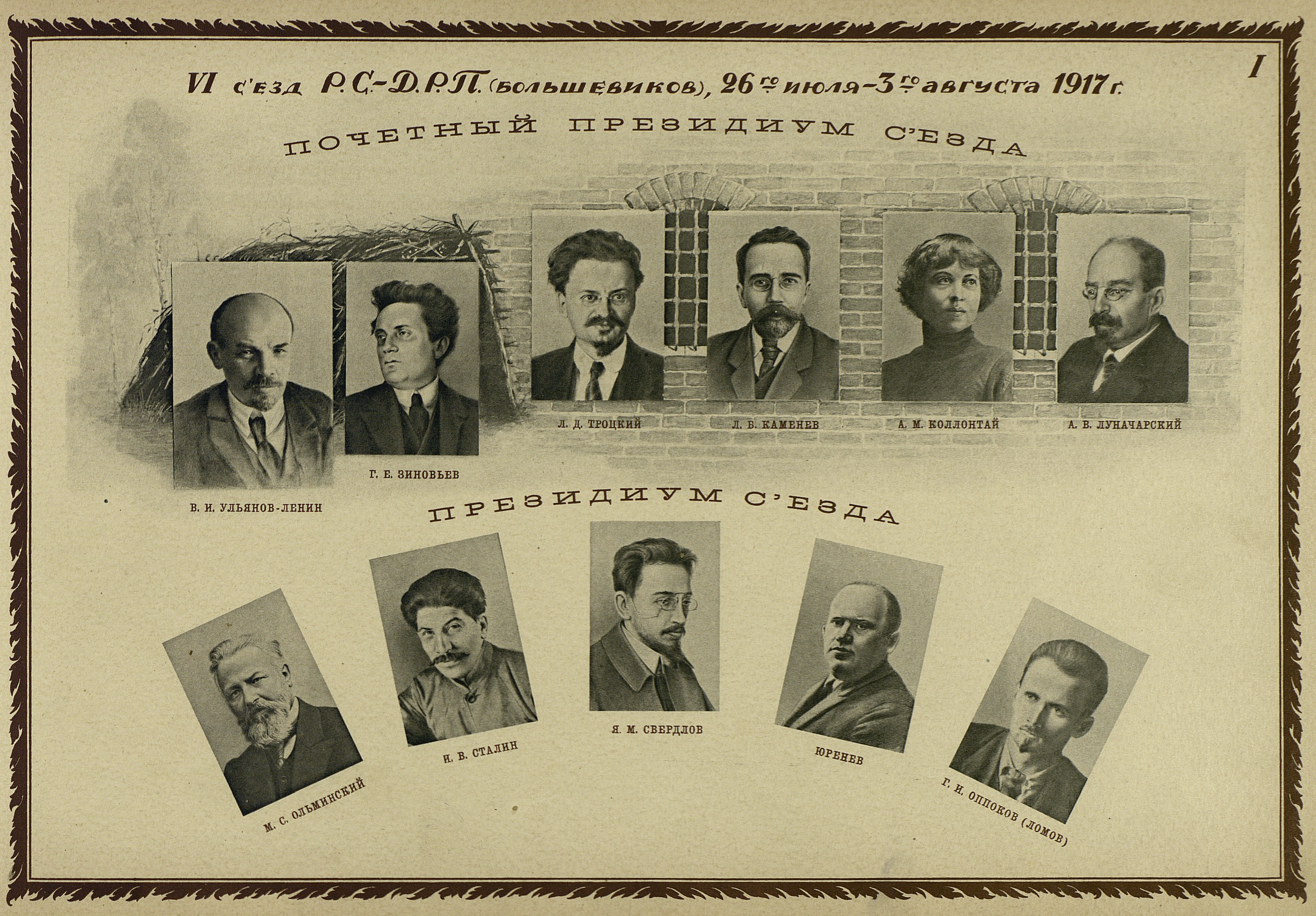
Президиум шестого съезда РСДРП(б). Почётный президиум: В. И. Ульянов (Ленин),
Г. Е. Зиновьев, Л. Д. Троцкий, Л. Б. Каменев,
А. М. Коллонтай, А. В. Луначарский;
Президиум: М. С. Ольминский, И. В. Сталин,
Я. М. Свердлов, Юренев, Г. И. Оппоков (Ломов)

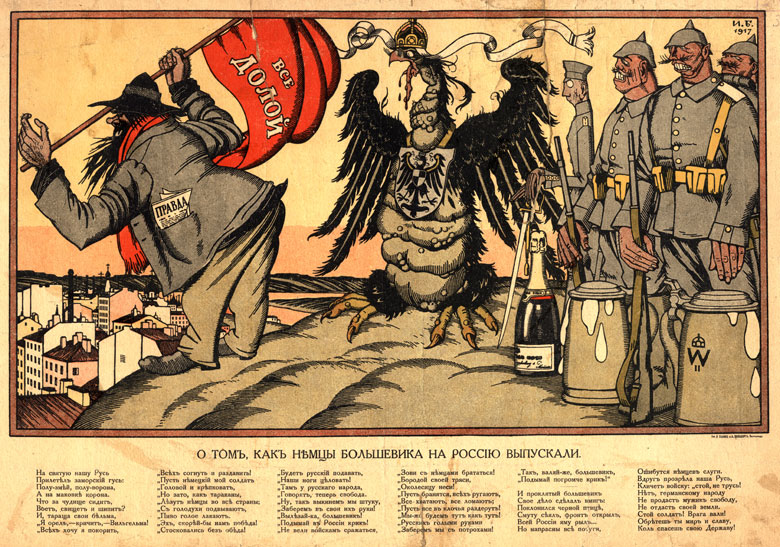
И. Я. Билибин, плакат «О том как немцы большевика на Россию выпускали», 1917 год

После возвращения Ленина из эмиграции ситуация изменилась. Ленин выступил с резкой критикой объединения с «оборонцами», назвав это «предательством социализма». Свои соображения Ленин изложил в статье «Апрельские тезисы». Идеи Ленина показались российским большевикам настолько экстремистскими, что большевистская газета «Правда» отказалась печатать статью. Во внутренней политике Ленин выдвигал лозунг «Вся власть Советам!», подразумевавшим, что партия отказывает в поддержке и Временному правительству, и любому парламентскому строю, который мог бы прийти ему на смену. Во внешней политике — полный отказ от войны с Германией и роспуск царской армии, а также полиции и гражданских властей. 8 апреля 1917 года Петроградский комитет большевиков 13 голосами против 2 отверг «Апрельские тезисы».
В ходе развернувшейся полемики о возможности социализма в России Ленин отвергал все критические аргументы меньшевиков, эсеров и других политических противников о неготовности страны к социалистической революции ввиду её экономической отсталости, слабости, недостаточной культурности и организованности трудящихся масс, в том числе пролетариата, об опасности раскола революционно-демократических сил и неизбежности гражданской войны.
22—29 апреля (5—12 мая) «Апрельские тезисы» были приняты VII (Апрельской) Всероссийской конференцией РСДРП(б). Конференция заявила, что начинает борьбу за осуществление в России социалистической революции. Апрельская конференция взяла курс на разрыв с другими социалистическими партиями, не поддерживающими политику большевиков. В резолюции конференции, написанной Лениным, говорилось, что партии социалистов-революционеров и меньшевиков перешли на позицию революционного оборончества, проводят политику в интересах мелкой буржуазии и «развращают пролетариат буржуазным влиянием», внушая ему мысль о возможности изменить политику Временного правительства путём соглашений, это является «главным препятствием к дальнейшему развитию революции». Конференция постановила «признать объединение с партиями и группами, проводящими эту политику, безусловно невозможным». Сближение и объединение признавалось необходимым только с теми, кто стоял «на почве интернационализма» и «на основе разрыва с политикой мелкобуржуазной измены социализму».

### Выступление Корнилова
Корни́ловское выступле́ние (в советской историографии — Корниловский мятеж, Корниловщина) — неудачная попытка установления военной диктатуры, предпринятая Верховным главнокомандующим Русской Армией генералом от инфантерии Л. Г. Корниловым в августе (сентябре) 1917 года с целью восстановления в России «твёрдой власти» и предотвращения с помощью военной силы прихода к власти левых радикалов (большевиков).

Выступление произошло на фоне острого общественно-политического кризиса в России и падения авторитета Временного правительства. В этих условиях Корнилов потребовал отставки правительства и предоставления ему чрезвычайных полномочий, выдвинув программу «спасения Родины» (милитаризация страны, ликвидация революционно-демократических организаций, введение смертной казни и т. д.), которая была в основном поддержана министром-председателем Временного правительства А. Ф. Керенским, но её осуществление было признано «несвоевременным».

## У власти

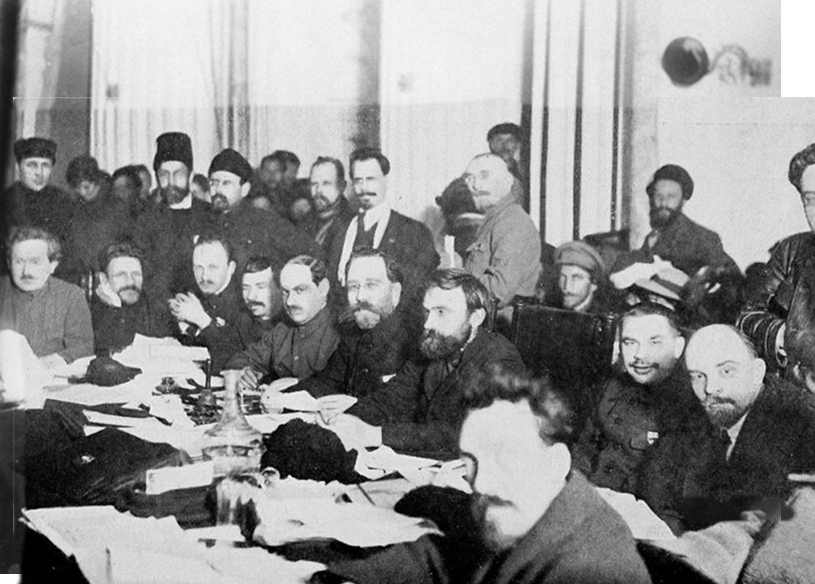
Руководители большевиков на IX съезде РКП(б). 1920 год

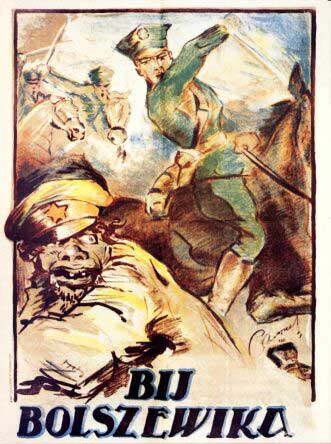
«Бей большевика!» Польский плакат времён советско-польской войны

До Великой Октябрьской Социалистической революции большевики выступали под лозунгом «Вся власть Советам!». Однако после 25 октября 1917 года власть оказалась в руках большевистского правительства — Совета народных комиссаров (Совнаркома) во главе с Лениным. Совнарком фактически узурпировал власть ВЦИКа — Всероссийского центрального исполнительного комитета, именем которого была совершена Октябрьская революция. Существует мнение, что таким образом был совершён переход от народной власти, представленной Советами, к власти партийных комитетов, неподотчётных широким массам трудящихся.
В ходе Гражданской войны все противники большевиков на территории бывшей Российской империи потерпели поражение (за исключением получивших самостоятельность Финляндии, Польши и стран Прибалтики). РКП(б) стала единственной легальной партией в стране. Слово «большевиков» сохранялось в названии коммунистической партии до 1952 года, когда XIX съезд переименовал партию, называвшуюся к тому времени ВКП(б), в Коммунистическую партию Советского Союза. Троцкий и его сторонники использовали самоназвание «большевики-ленинцы».

## Расширенное толкование

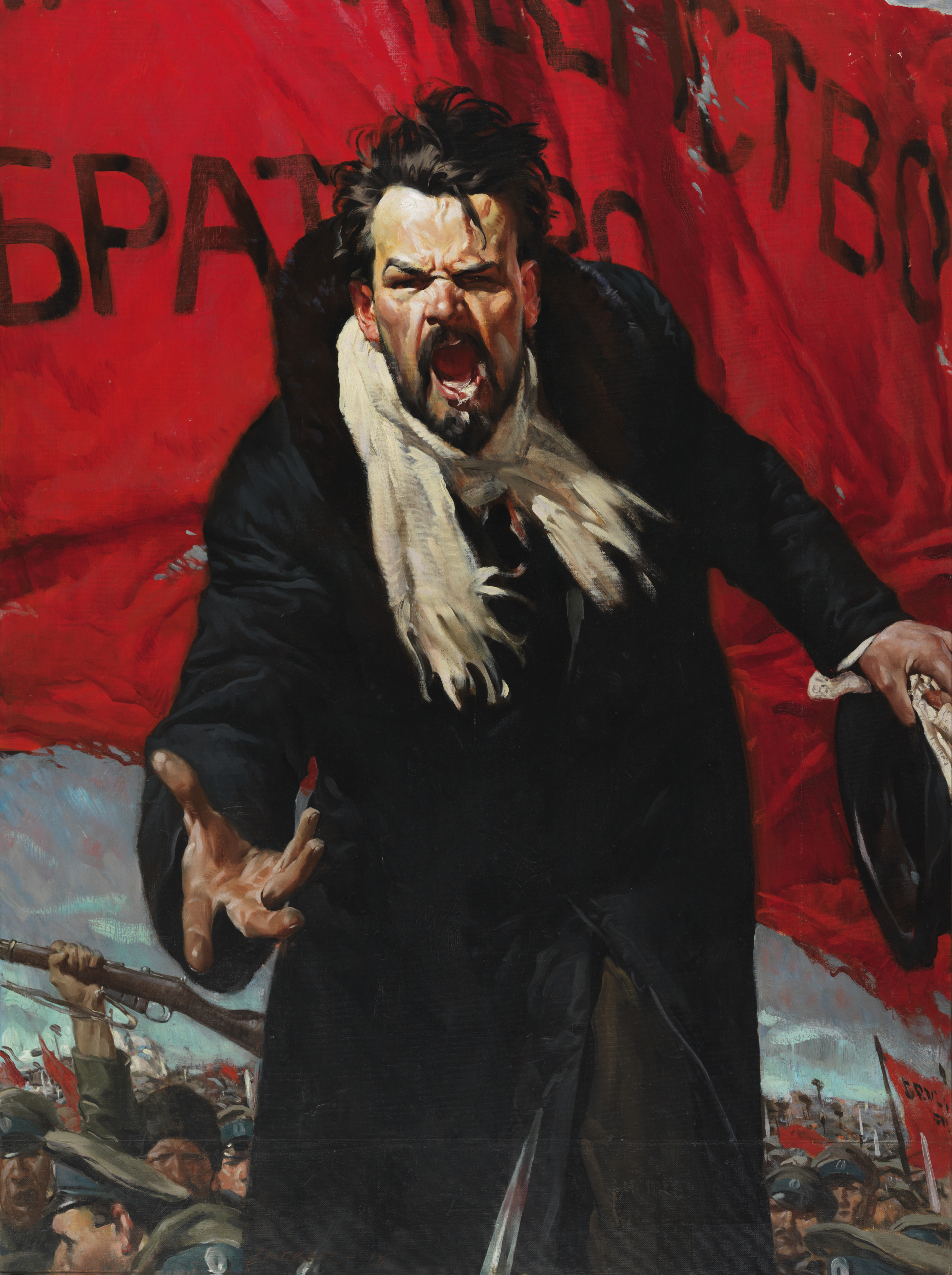
«Большевик» Дэвид Джагер, 1918

В первой половине XX века термин «большевики» иногда трактовался расширенно и использовался в пропаганде для обозначения политического режима в РСФСР и, — позднее, — в СССР (См. пропагандистский плакат времён советско-польской войны).
Термин «Боло» использовался британскими военнослужащими для обозначения Красной Армии во время в Гражданской войны в России.
На протяжении Холодной войны также использовались термины «Больши» «Комми» и «Красный».

### В нацистской пропаганде
Пропаганда нацистской Германии утверждала, что большевизм тесно связан с евреями. Был изобретён и широко использовался для описания представителей советской власти дерогативный термин «жидо-большевики».
По воспоминаниям С. А. Олексенко, секретаря Каменец-Подольского подпольного обкома:

«Большевизм есть проклятие и преступление против всего человечества…
Самым страшным примером в этом отношении является Россия, где евреи в своей фанатической дикости погубили 30 миллионов человек (к 1924 г.), безжалостно перерезав одних и подвергнув бесчеловечным мукам голода других… Ближайшей приманкой для большевизма в нынешнее время как раз и является Германия». Гитлер. Майн Кампф. 1924 г.
В каждом городе [оккупационные власти] издают газету на украинском языке… Выпускают много воззваний, листовок и красочных плакатов. Во всех изданиях помешались на жидо-большевизме. Любая тема — всё виноваты жидо-большевики